# بیرول
بیرول (انگلیسی: Berol) شرکت نوشت‌افزار بریتانیایی است، که در سال ۱۸۵۶ تأسیس شد.